# Maryna Moroz
Maryna Moroz (ucraniano: Марина Мороз; 8 de septiembre de 1991, Vilnohirsk, Ucrania) es una artista marcial mixta ucraniana que compite en la división de peso mosca femenino de Ultimate Fighting Championship. También es entrenadora de boxeo del equipo olímpico femenino ucraniano.

## Carrera de artes marciales mixtas

### Carrera temprana
Comenzó a practicar el boxeo a una edad temprana. Comenzó a entrenar en artes marciales mixtas en 2013, ya que no había oportunidades de boxeo femenino profesional en Ucrania. Hizo su debut profesional en 2013 y acumuló un récord de 5-0, antes de unirse a Xtreme Fighting Championships.

### Xtreme Fighting Championships
Tras una etapa de 5-0 en el circuito regional, firmó con la promoción Xtreme Fighting Championships, con sede en Florida. Se enfrentó a Karine Silva en su debut en XFC International 7 el 1 de noviembre de 2014. Ganó el combate por sumisión en el primer asalto.

### Ultimate Fighting Championship
Debutó en la UFC contra Joanne Wood el 11 de abril de 2015 en UFC Fight Night: Gonzaga vs. Cro Cop 2. Ganó el combate por sumisión en el primer asalto. Esta victoria le valió el premio a la Actuación de la Noche.
Se enfrentó a Valérie Létourneau el 23 de agosto de 2015 en UFC Fight Night: Holloway vs. Oliveira. Ñerdió el combate por decisión unánime.
Se recuperó de la primera derrota de su carrera con una victoria por decisión sobre Cristina Stanciu en UFC Fight Night: Rothwell vs. dos Santos el 10 de abril de 2016.
Derrotó a Danielle Taylor en UFC Fight Night: Rodríguez vs. Caceres por decisión dividida el 6 de agosto de 2016.
El 25 de junio de 2017, se enfrentó a Carla Esparza en UFC Fight Night: Chiesa vs. Lee. Perdió el combate por decisión unánime.
Se esperaba que se enfrentara a Jamie Moyle el 20 de enero de 2018 en UFC 220. Sin embargo, Moyle se retiró del combate durante la semana previa al evento, alegando una lesión no revelada, y el combate se canceló.
Se enfrentó a la ex Campeona de Invicta FC Angela Hill el 24 de febrero de 2018 en UFC on Fox: Emmett vs. Stephens. Perdió el combate por decisión unánime.
Se esperaba que se enfrentara a Ariane Lipski el 17 de noviembre de 2018 en UFC Fight Night: Magny vs. Ponzinibbio. Sin embargo, el 29 de octubre de 2018, se informó que se retiraba del combate, debido a una lesión.
Se enfrentó a la recién llegada a la promoción Sabina Mazo en su debut en el peso mosca el 30 de marzo de 2019 en UFC on ESPN: Barboza vs. Gaethje. Ganó el combate por decisión unánime.
Se esperaba que se enfrentara a Poliana Botelho el 17 de agosto de 2019 en UFC 241. Sin embargo, se informó el 1 de agosto de 2019 que se vio obligada a retirarse del evento, citando una lesión.
Se enfrentó a Mayra Bueno Silva el 14 de marzo de 2020 en UFC Fight Night: Lee vs. Oliveira. Ganó el combate por decisión unánime. Este combate le valió el premio a la Pelea de la Noche.
Estaba programada para enfrentarse a Montana De La Rosa el 5 de septiembre de 2020 en UFC Fight Night: Overeem vs. Sakai. Sin embargo, se vio obligada a retirarse del evento, debido a problemas de visa, y fue sustituida por Viviane Araújo.
Tenía previsto enfrentarse a Taila Santos el 5 de diciembre de 2020 en UFC on ESPN: Hermansson vs. Vettori. Sin embargo, el 18 de noviembre se anunció que tenía que retirarse, y fue sustituida por Montana De La Rosa.
Tenía previsto enfrentarse a Manon Fiorot el 5 de junio de 2021 en UFC Fight Night: Rozenstruik vs. Sakai. Sin embargo, fue retirada del evento por razones no reveladas, y fue sustituida por Tabatha Ricci.
Tenía previsto enfrentarse a Luana Carolina el 16 de octubre de 2021 en UFC Fight Night: Ladd vs. Dumont. Sin embargo, a finales de septiembre, se retiró del combate por razones no reveladas y fue sustituida por Sijara Eubanks.
Se enfrentó a Mariya Agapova el 5 de marzo de 2022 en UFC 272. Ganó el combate por sumisión en el segundo asalto. Esta victoria le valió el premio a la Actuación de la Noche.

## Campeonatos y logros

### Artes marciales mixtas
- Ultimate Fighting Championship
  - Pelea de la Noche (una vez) vs. Mayra Bueno Silva[22]
  - Actuación de la Noche (una vez) vs. Joanne Calderwood

## Récord en artes marciales mixtas
| Resultado | Récord | Oponente           | Método                                | Evento                                   | Fecha                   | Ronda | Tiempo | Localización            | Notas                                                                          |
| --------- | ------ | ------------------ | ------------------------------------- | ---------------------------------------- | ----------------------- | ----- | ------ | ----------------------- | ------------------------------------------------------------------------------ |
| Derrota   | 11-6   | Joanne Wood        | Decisión (dividida)                   | UFC 299                                  | 9 de marzo de 2024      | 3     | 5:00   | Miami, Florida          |                                                                                |
| Derrota   | 11-5   | Karine Silva       | Sumisión (guillotine choke)           | UFC 292                                  | 19 de agosto de 2023    | 1     | 4:59   | Boston, Massachusetts   |                                                                                |
| Derrota   | 11-4   | Jennifer Maia      | Decisión (unánime)                    | UFC Fight Night: Nzechukwu vs. Cuțelaba  | 19 de noviembre de 2022 | 3     | 5:00   | Las Vegas, Nevada       |                                                                                |
| Victoria  | 11-3   | Mariya Agapova     | Sumisión (estrangulamiento del brazo) | UFC 272                                  | 5 de marzo de 2022      | 2     | 3:27   | Las Vegas, Nevada       | Actuación de la Noche.                                                         |
| Victoria  | 10-3   | Mayra Bueno Silva  | Decisión (unánime)                    | UFC Fight Night: Lee vs. Oliveira        | 14 de marzo de 2020     | 3     | 5:00   | Brasilia                | Pelea de la Noche.                                                             |
| Victoria  | 9-3    | Sabina Mazo        | Decisión (unánime)                    | UFC on ESPN: Barboza vs. Gaethje         | 30 de marzo de 2019     | 3     | 5:00   | Filadelfia, Pensilvania | Regreso al peso mosca.                                                         |
| Derrota   | 8-3    | Angela Hill        | Decisión (unánime)                    | UFC on Fox: Emmett vs. Stephens          | 24 de febrero de 2018   | 3     | 5:00   | Orlando, Florida        |                                                                                |
| Derrota   | 8-2    | Carla Esparza      | Decisión (unánime)                    | UFC Fight Night: Chiesa vs. Lee          | 25 de junio de 2017     | 3     | 5:00   | Oklahoma City, Oklahoma |                                                                                |
| Victoria  | 8-1    | Danielle Taylor    | Decisión (dividida)                   | UFC Fight Night: Rodríguez vs. Caceres   | 6 de agosto de 2016     | 3     | 5:00   | Salt Lake City, Utah    |                                                                                |
| Victoria  | 7-1    | Cristina Stanciu   | Decisión (unánime)                    | UFC Fight Night: Rothwell vs. dos Santos | 10 de abril de 2016     | 3     | 5:00   | Zagreb                  |                                                                                |
| Derrota   | 6-1    | Valérie Létourneau | Decisión (unánime)                    | UFC Fight Night: Holloway vs. Oliveira   | 23 de agosto de 2015    | 3     | 5:00   | Saskatoon               |                                                                                |
| Victoria  | 6-0    | Joanne Wood        | Sumisión (barra de brazo)             | UFC Fight Night: Gonzaga vs. Cro Cop 2   | 11 de abril de 2015     | 1     | 1:30   | Cracovia                | Actuación de la Noche.                                                         |
| Victoria  | 5-0    | Karine Silva       | Sumisión (barra de brazo)             | XFC International 7                      | 1 de noviembre de 2014  | 1     | 3:27   | São Paulo               | Debut en el peso paja. Cuartos de final del Torneo XFCI de peso paja femenino. |
| Victoria  | 4-0    | Ilona Avdeeva      | TKO (parada médica)                   | IMAT: Moroz vs. Avdeeva                  | 7 de septiembre de 2014 | 1     | 1:15   | Moscú                   |                                                                                |
| Victoria  | 3-0    | Jin Tang           | Sumisión (barra de brazo recta)       | Kunlun Fight 8                           | 24 de agosto de 2014    | 1     | 3:50   | Leshan                  |                                                                                |
| Victoria  | 2-0    | Feier Huang        | Sumisión (barra de brazo)             | Kunlun Fight 5                           | 1 de junio de 2014      | 1     | 2:52   | Leshan                  |                                                                                |
| Victoria  | 1-0    | Yana Kuzioma       | Sumisión (barra de brazo)             | Oplot Challenge 89                       | 23 de noviembre de 2013 | 2     | 1:12   | Járkov                  |                                                                                |